# Scott Frankel
Scott David Frankel (6 maggio 1963) è un compositore, direttore d'orchestra e pianista statunitense, noto soprattutto per il suo lavoro a Broadway.
Ha studiato all'Università di Yale, dove ha conosciuto il drammaturgo Doug Wright ed è stato membro degli Skull and Bones. Ha lavorato come pianista e direttore d'orchestra per le produzioni di Broadway dei musical  Into the Woods, Les Misérables, Jerome Robbins' Broadway, Rags e Falsettos. Ha accompagnato al piano numerosi interpreti di rilievo, tra cui Meryl Streep, Julie Andrews  e Shirley MacLaine.
Ha scritto anche sei musical originali: Doll (2003), Grey Gardens (2006), Meet Mister Future (2006), Happiness (2009), Far from Heaven (2013) e War Paint (2016).